# Osvaldo Sánchez
Osvaldo Sánchez (* 1958) ist ein kubanischer Kunstkritiker und Kurator.

## Leben und Werk
Osvaldo Sánchez studierte Kunst und Geschichte an der Universität von Havanna. Er war Direktor des Museo de Arte Moderno (MAM), des Museo Tamayo Arte Contemporáneo und des Museo de Arte Carrillo Gil in Mexiko-Stadt. Sánchez war künstlerischer Leiter der Kunstbiennale inSite 05. Das Projekt inSite, ursprünglich an der Grenze San Diego–Tijuana angesiedelt, widmet sich der Kunst im öffentlichen Raum.
Osvaldo Sánchez war Mitglied der Findungskommission für die documenta 14, die 2017 stattfand.